# Berdorf
Berdorf (en luxembourgeois : Bäerdref ), est une localité luxembourgeoise et le chef-lieu de la commune portant le même nom située dans le canton d'Echternach.

## Géographie
Berdorf est un centre d’excursions situé au cœur de la Petite Suisse luxembourgeoise, sur un plateau dont les rebords en « côtes » dominent la vallée de la Sûre et le Mullerthal.

### Sections de la commune
- Berdorf (siège)
- Kalkesbach
- Bollendorf-Pont
- Grundhof (du côté droit de l’Ernz Noire)
- Weilerbach

### Communes limitrophes
- Beaufort
- Bollendorf (Allemagne)
- Waldbillig
- Consdorf
- Echternach

## Politique et administration

### Administration communale
Le collège des bourgmestre et échevins constitue l’organe d’exécution et d’administration journalière de la commune. Ses membres sont choisis parmi les conseillers communaux. Les séances du collège échevinal sont présidées par le bourgmestre, elles ne sont pas publiques.
Le conseil communal constitue l’organe politique d’une commune et règle tout ce qui est d’intérêt communal. Le conseil communal est constitué d’un bourgmestre, d’un premier et deuxième échevins et de sept conseillers.

## Population et société

### Démographie
L'évolution du nombre d'habitants est connue à travers les recensements de la population effectués dans le pays depuis 1821. Les recensements décennaux de la population permettent de caler les chiffres sur la composition de la population par sexe, âge, nationalité et commune de résidence. Entre deux recensements, la population au 1er janvier de l’année {\displaystyle x} est évaluée en ajoutant à la population au 1er janvier de l’année {\displaystyle x-1} les soldes naturel (naissances {\displaystyle -} décès) et migratoire (arrivées {\displaystyle -} départs) de l'année. La même méthode est appliquée pour la répartition par âge au 1er janvier et les effectifs totaux par nationalité. Depuis le 1er septembre 2023, le Luxembourg dénombre 100 communes.
Au 1er janvier 2024, la commune comptait 2 244 habitants.
| 1821 | 1851 | 1871 | 1880 | 1890 | 1900 | 1910 | 1922 | 1930 |
| ---- | ---- | ---- | ---- | ---- | ---- | ---- | ---- | ---- |
| 580  | 967  | 901  | 931  | 864  | 804  | 924  | 951  | 911  |

| 1935 | 1947 | 1960 | 1970 | 1978 | 1979 | 1981 | 1983 | 1984 |
| ---- | ---- | ---- | ---- | ---- | ---- | ---- | ---- | ---- |
| 890  | 841  | 839  | 831  | 866  | 894  | 852  | 870  | 890  |

| 1985 | 1986 | 1987 | 1988 | 1989 | 1990 | 1991 | 1992 | 1993 |
| ---- | ---- | ---- | ---- | ---- | ---- | ---- | ---- | ---- |
| 900  | 880  | 850  | 826  | 845  | 876  | 988  | 985  | 970  |

| 1994 | 1995 | 1996 | 1997 | 1998 | 1999 | 2000  | 2001  | 2002  |
| ---- | ---- | ---- | ---- | ---- | ---- | ----- | ----- | ----- |
| 988  | 959  | 992  | 973  | 997  | 970  | 1 165 | 1 304 | 1 345 |

| 2003  | 2004  | 2005  | 2006  | 2007  | 2008  | 2009  | 2010  | 2011  |
| ----- | ----- | ----- | ----- | ----- | ----- | ----- | ----- | ----- |
| 1 355 | 1 438 | 1 534 | 1 531 | 1 500 | 1 548 | 1 582 | 1 600 | 1 696 |

| 2012  | 2013  | 2014  | 2015  | 2016  | 2017  | 2018  | 2019  | 2020  |
| ----- | ----- | ----- | ----- | ----- | ----- | ----- | ----- | ----- |
| 1 866 | 1 882 | 1 853 | 1 826 | 1 931 | 1 870 | 1 747 | 1 794 | 1 868 |

| 2021  | 2022  | 2023  | 2024  | - | - | - | - | - |
| ----- | ----- | ----- | ----- | - | - | - | - | - |
| 1 951 | 1 984 | 2 219 | 2 244 | - | - | - | - | - |

Le graphique qui aurait dû être présenté ici ne peut pas être affiché car il utilise l'ancienne extension Graph, désactivée pour des questions de sécurité. Des indications pour créer un nouveau graphique avec la nouvelle extension Chart sont disponibles ici.

## Culture locale et patrimoine

### Lieux et monuments

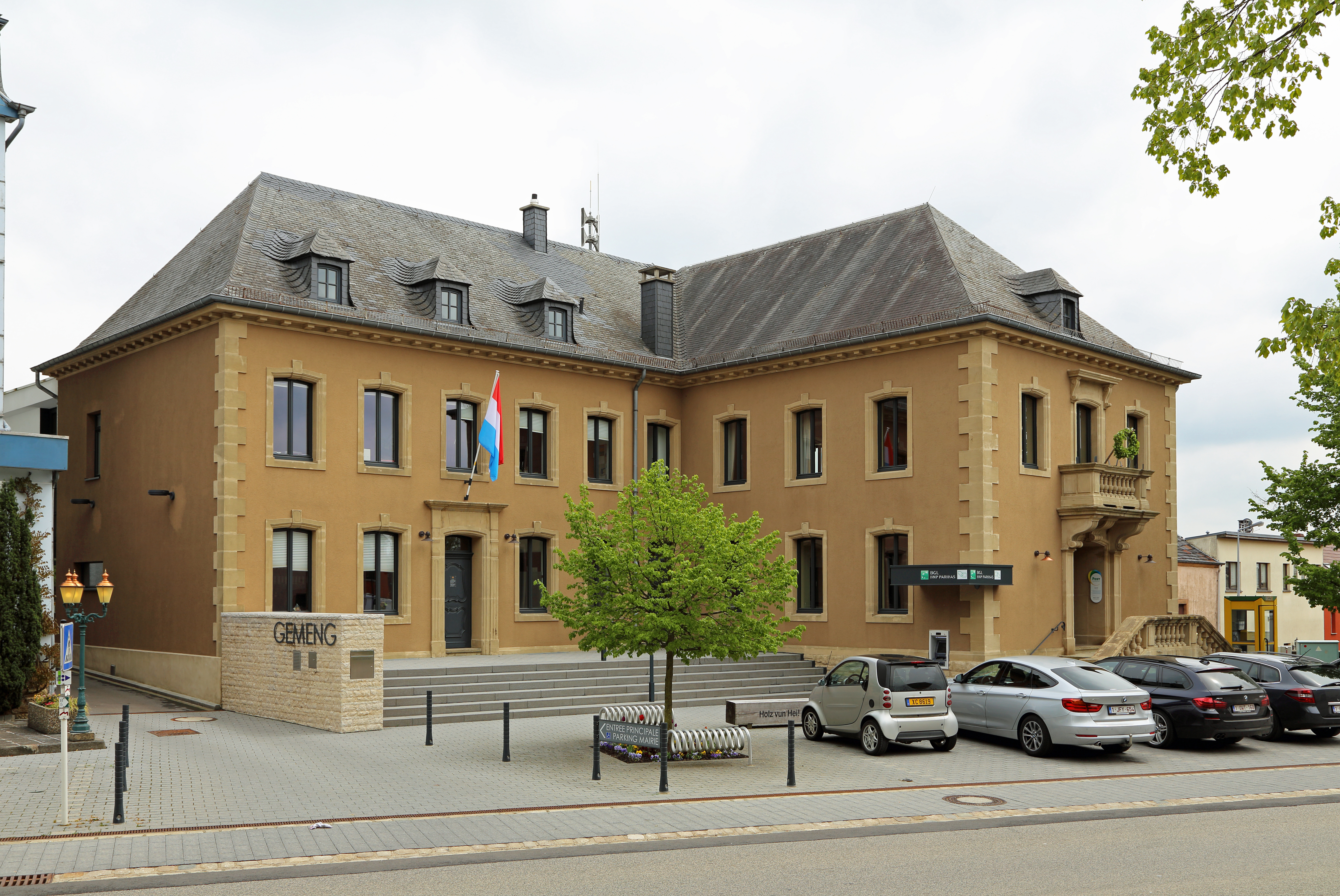
La mairie de Berdorf.
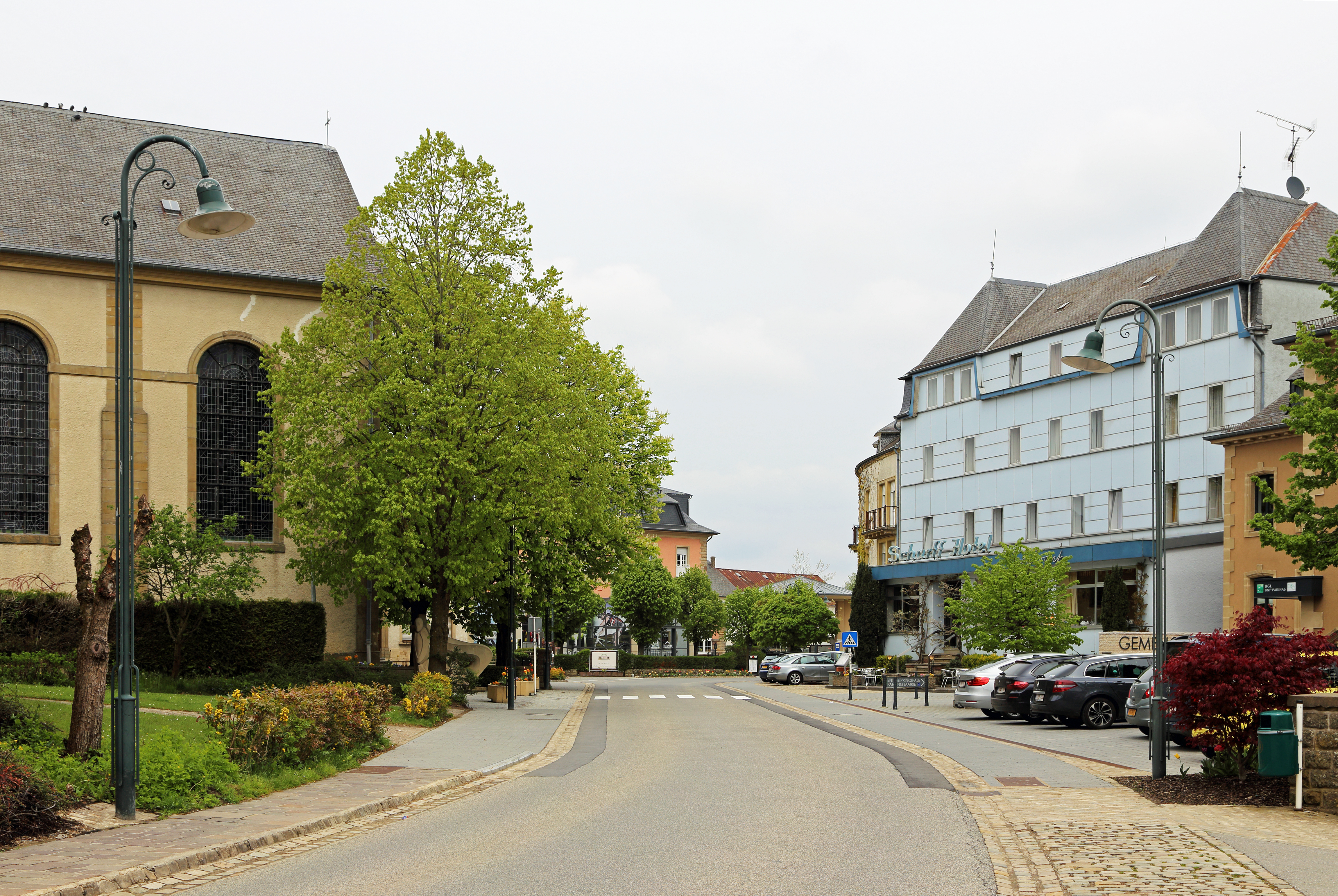
Le centre du village.
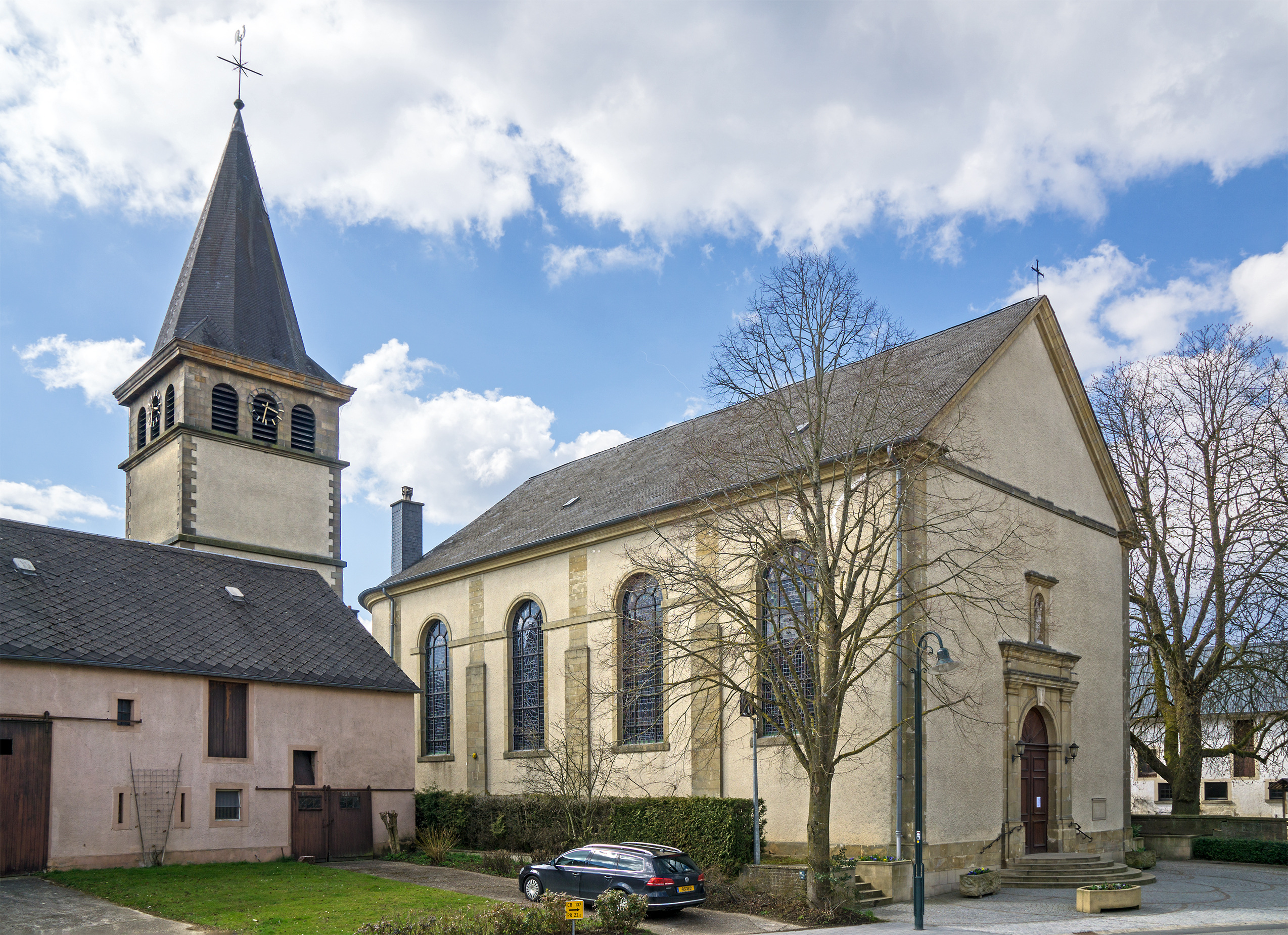
L'église Saint-Jean.
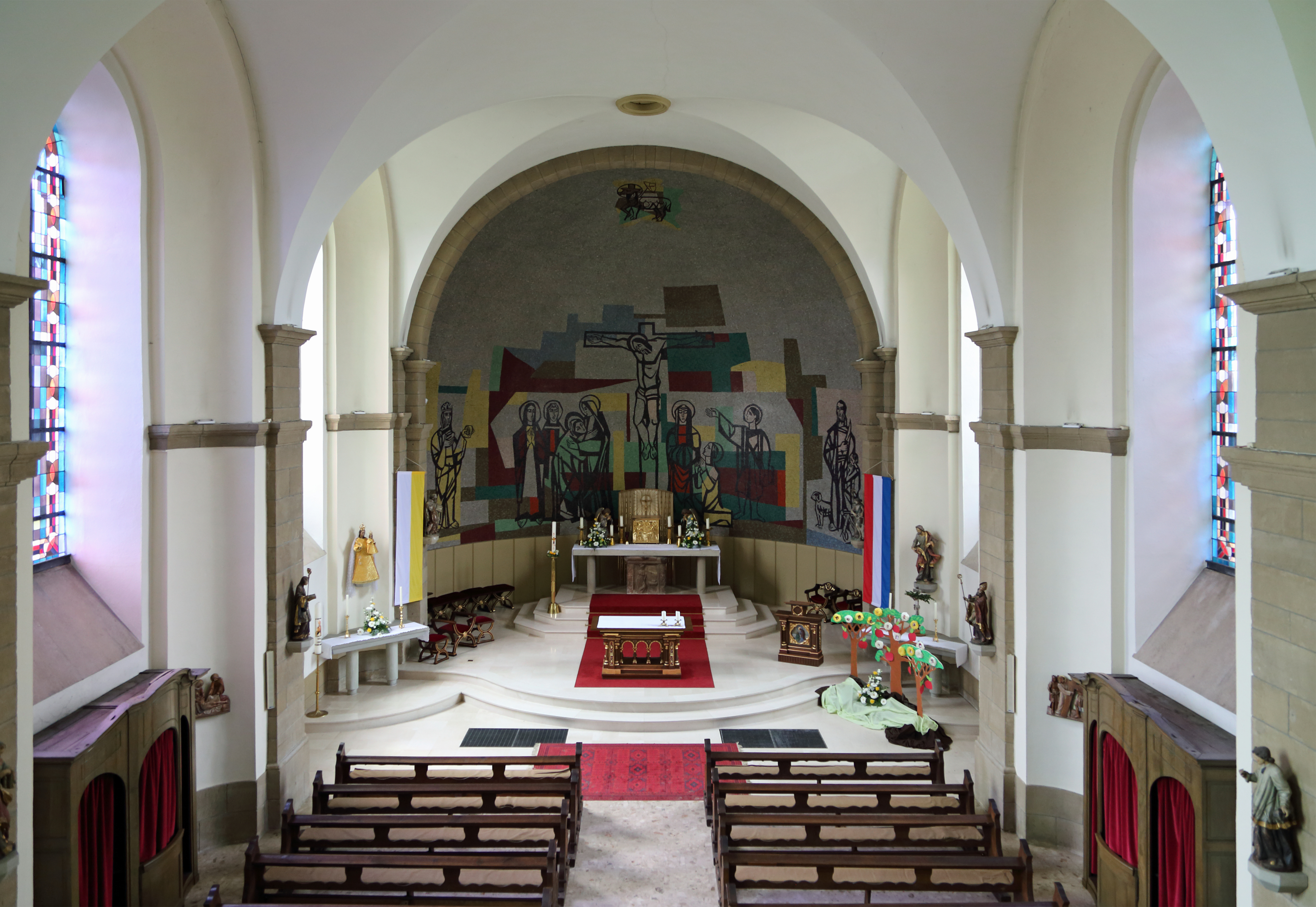
Vue intérieure de l'église Saint-Jean.

### Héraldique, logotype et devise
| Blason de Berdorf | Blason  | D’or à la croix fleurdelisée de gueules accostée en chef de deux béquilles de saint Antoine du même et accompagné en pointe d’un pont de trois arches de sable mouvant des flancs posé sur une rivière d’azur mouvant de la pointe. |
| Blason de Berdorf | Détails | Armoiries de la commune luxembourgeoise de Berdorf. |